# Danh sách tập phim Shin – Cậu bé bút chì (2002–2011)
Đây là danh sách tập phim anime Shin - Cậu bé bút chì phát sóng tại Nhật Bản từ năm 2002 đến năm 2011.
Đa phần những tập được phát sóng trên HTV2 trong khoảng thời gian 19/3/2015 - giữa năm 2016

## Danh sách tập

### Năm 2002
| #               | Tên tập phim | Ngày phát sóng gốc   |
| --------------- | --- | -------------------- |
| 423             | "Sự im lặng nguy hiểm của Himawari" "shizuka nahimawariha kiken da zo" (静かなひまわりは危険だゾ)                                 | 11 tháng 1 năm 2002  |
| 423             | "Chị Nanako mặc áo Kimono đẹp lắm" "nanakooneisanno kimono sugata da zo" (ななこおねいさんの着物姿だゾ)                           | 11 tháng 1 năm 2002  |
| 424             | "Truy tìm bánh rau câu" "yo kanwo mitsu keru zo" (よーかんを見つけるゾ)                                                           | 18 tháng 1 năm 2002  |
| 424             | "Phương pháp chữa trị "cảm nắng"" "masao kun imejichienji da zo" (マサオくんイメージチェンジだゾ)                                 | 18 tháng 1 năm 2002  |
| 425             | "Tuyệt chiêu mới của siêu nhân hành động" "akushon kamen no shinhissatsuwaza da zo" (アクション仮面の新必殺技だゾ)                | 25 tháng 1 năm 2002  |
| 425             | "Bác chủ nhà khó tính" "rouka de dotabata oosawagi da zo" (廊下でドタバタ大騒ぎだゾ)                                              | 25 tháng 1 năm 2002  |
| 426             | "Cửa nhà bị hư" "doa ga koware chatta zo" (ドアが壊れちゃったゾ)                                                                  | 1 tháng 2 năm 2002   |
| 426             | "Cuộc chiến giành khoai" "kocchinoo imo ga tabeta i zo" (こっちのおイモが食べたいゾ)                                              | 1 tháng 2 năm 2002   |
| 427             | "Muốn ngắm hoa xương rồng" "saboten no hana ga mita i zo" (サボテンの花が見たいゾ)                                                | 8 tháng 2 năm 2002   |
| 427             | "Căng thẳng trước khi thi" "shiken no mae ha nemure nai zo" (試験の前は眠れないゾ)                                                | 8 tháng 2 năm 2002   |
| 428             | "Bị mất tiền ngày tuyết rơi" "yuki no nichi no kaimono hataihenda zo" (雪の日の買物はたいへんだゾ)                                | 22 tháng 2 năm 2002  |
| 428             | "Cảnh sát chìm đã đến" "harikomi keiji ga kita zo" (張り込み刑事が来たゾ)                                                         | 22 tháng 2 năm 2002  |
| 429             | "Ngày công bố kết quả thi" "unmei no goukakuhappyou da zo" (運命の合格発表だゾ)                                                   | 1 tháng 3 năm 2002   |
| 429             | "Nhà nhỏ đông người vui vui ghê" "apato ni daishuugou da zo" (アパートに大集合だゾ)                                               | 1 tháng 3 năm 2002   |
| 430             | "Buổi biểu diễn của cô Yu (Phần 1)" "masachi yanno odeishon da zo 1" (優ちゃんのオーディションだゾ)                               | 8 tháng 3 năm 2002   |
| 430             | "Buổi biểu diễn của cô Yu (Phần 2)" "masachi yanno odeishon da zo 2" (優ちゃんのオーディションだゾ)                               | 8 tháng 3 năm 2002   |
| 431             | "Nene trổ tài trang điểm" "meikuappuateisuto da zo" (メイクアップアーティストだゾ)                                                | 15 tháng 3 năm 2002  |
| 431             | "Cả nhà cùng ăn lẩu" "ban go meshi ha naisho da zo" (晩ご飯は内緒だゾ)                                                            | 15 tháng 3 năm 2002  |
| 432             | "Con gái nhỏ của ba" "yome niha zettai yaranai zo" (嫁には絶対やらないゾ)                                                         | 22 tháng 3 năm 2002  |
| 432             | "Không ai chịu làm hòa" "harikomi ha nintai da zo" (張り込みは忍耐だゾ)                                                           | 22 tháng 3 năm 2002  |
| Tập đặc biệt 32 | "ooedo rando hi no kan da zo [sai]" (大江戸ランド 火の巻だゾ（1994年）〈再〉)                                                     | 29 tháng 3 năm 2002  |
| Tập đặc biệt 32 | "ooedo rando mizu no kan da zo [sai]" (大江戸ランド 水の巻だゾ（1994年）〈再〉)                                                   | 29 tháng 3 năm 2002  |
| Tập đặc biệt 32 | "himitsu no bo chanda zo" (ヒミツのボーちゃんだゾ)                                                                                | 29 tháng 3 năm 2002  |
| Tập đặc biệt 32 | "doraibu ha dokidoki da zo" (ドライブはドキドキだゾ)                                                                              | 29 tháng 3 năm 2002  |
| Tập đặc biệt 32 | "aka zukin to murasaki zukin da zo [sai]" (赤ズキンと紫ズキンだゾ（1997年）〈再〉)                                                | 29 tháng 3 năm 2002  |
| Tập đặc biệt 33 | "sengoku dai kassen shoukai" (戦国大合戦紹介)                                                                                     | 2 tháng 4 năm 2002   |
| Tập đặc biệt 33 | "shirou kun ni koibito da zo" (四郎君に恋人だゾ)                                                                                  | 2 tháng 4 năm 2002   |
| Tập đặc biệt 33 | "matazure sou noo hanami da zo" (またずれ荘のお花見だゾ)                                                                          | 2 tháng 4 năm 2002   |
| 433             | "Không được nói chữ "không"" "dame to yada ha kinshi da zo" (ダメとヤダは禁止だゾ)                                                | 27 tháng 4 năm 2002  |
| 433             | "Ngôi nhà sắp hoàn thành rồi đó" "iyoiyoo ie ga kanseisu ru zo" (いよいよお家が完成するゾ)                                        | 27 tháng 4 năm 2002  |
| 434             | "Mục tiêu theo dõi đã xuất hiện" "risa. asupirin ga kaette kita zo" (リサ・アスピリンが帰って来たゾ)                              | 4 tháng 5 năm 2002   |
| 434             | "Nước mì gói chan cơm ngon lắm nha" "tsuyukakego meshi haoishii zo" (つゆかけご飯はおいしいゾ)                                    | 4 tháng 5 năm 2002   |
| 434             | "Cuộc gặp gỡ tình cờ" "hoshi to deka ga kyuu sekkin da zo" (ホシとデカが急接近だゾ)                                               | 4 tháng 5 năm 2002   |
| 435             | "Đi dạo với người mẫu" "supamoderu too sanpo da zo" (スーパーモデルとお散歩だゾ)                                                  | 11 tháng 5 năm 2002  |
| 435             | "Buổi diễn ảo thuật của thầy hiệu trưởng" "enchou sensei no majikkusho da zo" (園長先生のマジックショーだゾ)                      | 11 tháng 5 năm 2002  |
| 435             | "Chào tạm biệt cô Yu" "sayonara masachi yanda zo" (さよなら優ちゃんだゾ)                                                          | 11 tháng 5 năm 2002  |
| 436             | "Trước ngày tạm biệt nhà cũ (Phần 1)" "sarabamatazure sou matazure dai sousa sen da zo 1" (さらばまたずれ荘 またずれ大捜査線だゾ) | 18 tháng 5 năm 2002  |
| 436             | "Trước ngày tạm biệt nhà cũ (Phần 2)" "sarabamatazure sou matazure dai sousa sen da zo 2" (さらばまたずれ荘 またずれ大捜査線だゾ) | 18 tháng 5 năm 2002  |
| 437             | "Cả nhà mình dọn tới nhà mới" "wagaya ni modotte kita zo" (我が家に戻って来たゾ)                                                  | 25 tháng 5 năm 2002  |
| 437             | "Cún con Bạch Tuyết lúc nào cũng bên mình" "shiro mo zutsu to issho da zo" (シロもズーッと一緒だゾ)                               | 25 tháng 5 năm 2002  |
| 437             | "Cuộc sống ở ngôi nhà mới" "atarashi i ie no sutato da zo" (新しい家のスタートだゾ)                                               | 25 tháng 5 năm 2002  |
| 438             | "Ngâm bồn nước nóng với ba" "touchan to isshoni o furo da zo" (父ちゃんと一緒にお風呂だゾ)                                        | 1 tháng 6 năm 2002   |
| 438             | "Bữa tiệc Karaoke của các cô giáo" "sensei tachino goukon da zo" (先生たちの合コンだゾ)                                           | 1 tháng 6 năm 2002   |
| 438             | "Chọn quà sao khó ghê" "purezento ga kima ranai zo" (プレゼントが決まらないゾ)                                                    | 1 tháng 6 năm 2002   |
| 439             | "Bí mật của ngôi nhà mới" "atarashi i ie nohimitsuwo hakken da zo" (新しい家のひみつを発見だゾ)                                   | 8 tháng 6 năm 2002   |
| 439             | "Chuyện quan trọng của Bo" "bo channo ichidaiji da zo" (ボーちゃんの一大事だゾ)                                                   | 8 tháng 6 năm 2002   |
| 439             | "Giúp mẹ làm việc nhà" "kaachan ha ora ga tayori da zo" (母ちゃんはオラが頼りだゾ)                                                | 8 tháng 6 năm 2002   |
| 440             | "Thần thám đời thứ tư ra tay" "nupan 4 yo toujou da zo" (ヌパン4世登場だゾ)                                                       | 15 tháng 6 năm 2002  |
| 440             | "Quyết tâm dọn tủ gọn gàng" "kondo koso kirei nisuru zo" (今度こそキレイにするゾ)                                                 | 15 tháng 6 năm 2002  |
| 440             | "Ngày Ba đến thăm trường" "touchan no hoiku sankan nichi da zo" (父ちゃんの保育参観日だゾ)                                        | 15 tháng 6 năm 2002  |
| 441             | "Lần này phải quyết tâm dọn dẹp" "kondo koso hontou ni kirei nisuru zo" (今度こそ本当にキレイにするゾ)                            | 22 tháng 6 năm 2002  |
| 441             | "Masao bỏ trốn" "masao kunga kakeochi suru zo" (マサオくんが駆け落ちするゾ)                                                       | 22 tháng 6 năm 2002  |
| 441             | "Mùi lạ trong đêm" "mayonaka no fushigi na aji da zo" (真夜中のフシギな味だゾ)                                                    | 22 tháng 6 năm 2002  |
| 442             | "Người đàn ông bất ngờ" "ayashi i otoko ga araware ta zo" (怪しいオトコが現れたゾ)                                                | 6 tháng 7 năm 2002   |
| 442             | "Đi bắt ếch" "kaeru tori ni iku zo" (カエル取りに行くゾ)                                                                          | 6 tháng 7 năm 2002   |
| 442             | "Khách đến chơi nhà" "asobi ni kita ? tte kanji da zo" (遊びに来た?ってカンジだゾ)                                                | 6 tháng 7 năm 2002   |
| 443             | "Mong chờ buổi dã ngoại ngày mai" "ashita no pikunikku ha tanoshimi da zo" (明日のピクニックは楽しみだゾ)                         | 13 tháng 7 năm 2002  |
| 443             | "Ta là chuyên gia cơm nắm" "ora haobentouno tatsujin da zo" (オラはおべんとうの達人だゾ)                                          | 13 tháng 7 năm 2002  |
| 443             | "Buổi dã ngoại náo nhiệt" "pikunikku ha oosawagi da zo" (ピクニックは大騒ぎだゾ)                                                  | 13 tháng 7 năm 2002  |
| 444             | "Tìm lại đồ bị đánh rơi" "ora tachi kasukabe kageki dan da zo" (オラ達かすかべ歌劇団だゾ)                                         | 20 tháng 7 năm 2002  |
| 444             | "Gia sư sẽ đến" "kateikyoushi ga kuru zo" (家庭教師が来るゾ)                                                                      | 20 tháng 7 năm 2002  |
| 444             | "Tin nhắn bí mật của ba" "touchan no himitsu no meru tomo da zo" (父ちゃんのヒミツのメル友だゾ)                                   | 20 tháng 7 năm 2002  |
| 445             | "Cắt tỉa hàng rào" "ikegaki no teire wosuru z" (生け垣の手入れをするゾ)                                                           | 27 tháng 7 năm 2002  |
| 445             | "Sống sót trên đảo hoang" "mujintou no sabaibaru da zo" (無人島のサバイバルだゾ)                                                  | 27 tháng 7 năm 2002  |
| 445             | "Trò chơi dưa hấu giữa đêm" "mayonaka no suika asobi da zo" (真夜中のスイカ遊びだゾ)                                              | 27 tháng 7 năm 2002  |
| 446             | "Một ngày dài nóng nực" "atsuku te nagai tsuitachi da zo" (暑くて長い一日だゾ)                                                    | 3 tháng 8 năm 2002   |
| 446             | "Bạch Tuyết cũng sợ đi dạo" "shiro tono sanpo ha hado da zo" (シロとの散歩はハードだゾ)                                           | 3 tháng 8 năm 2002   |
| 446             | "Ngủ ở trường mẫu giáo hồi hộp quá" "o tomari hoiku ha dokidoki da zo" (お泊まり保育はドキドキだゾ)                               | 3 tháng 8 năm 2002   |
| 447             | "Bạn đến chơi nhà" "minnawoo mukae suru zo" (みんなをお迎えするゾ)                                                                | 10 tháng 8 năm 2002  |
| 447             | "Món đá bào mùa hè" "natsu hayapparikaki koori da zo" (夏はやっぱりかき氷だゾ)                                                    | 10 tháng 8 năm 2002  |
| 447             | "Shin làm người chỉ đường" "michiannai haomakaseda zo" (道案内はおまかせだゾ)                                                     | 10 tháng 8 năm 2002  |
| 448             | "Ông ngoại đến thăm nhà" "kyuushuu nojiichanha kibishi i zo" (九州のじいちゃんは厳しいゾ)                                         | 17 tháng 8 năm 2002  |
| 448             | "Ông ngoại ở lại nhà chơi" "jiichangao tomari suru zo" (じいちゃんがお泊まりするゾ)                                               | 17 tháng 8 năm 2002  |
| 448             | "Đi đâu cũng gặp nhau" "dokohe itte mo onaji da zo" (どこへ行っても同じだゾ)                                                      | 17 tháng 8 năm 2002  |
| 449             | "Lễ kết hôn của Bạch Tuyết" "shiro no kekkonshiki da zo" (シロの結婚式だゾ)                                                       | 31 tháng 8 năm 2002  |
| 449             | "Shin vắng nhà ngày bão" "taifuu no junbi da zo" (台風の準備だゾ)                                                                 | 31 tháng 8 năm 2002  |
| 449             | "Làm gia sư không dễ" "arubaito mo taihen da zo" (アルバイトも大変だゾ)                                                           | 31 tháng 8 năm 2002  |
| 450             | "Bạch Tuyết đi chích ngừa" "shiro no yobouchuusha da zo" (シロの予防注射だゾ)                                                     | 7 tháng 9 năm 2002   |
| 450             | "Mẹ cũng thích siêu anh hùng" "kaachan mo hiro suki da zo" (母ちゃんもヒーロー好きだゾ)                                           | 7 tháng 9 năm 2002   |
| 450             | "Chuyện áo quần ngày mưa" "kigae ru mono ga naku nacchatta zo" (着替える物が無くなっちゃったゾ)                                   | 7 tháng 9 năm 2002   |
| 451             | "Vua dọn dẹp cũng bó tay" "nande mo katadu kechau zo" (何でも片づけちゃうゾ)                                                      | 14 tháng 9 năm 2002  |
| 451             | "Cãi nhau với Bạch Tuyết" "shiro to kenka da zo" (シロとケンカだゾ)                                                               | 14 tháng 9 năm 2002  |
| 451             | "Cả nhà cùng ăn cua" "kani ha otona no aji da zo" (カニはオトナの味だゾ)                                                          | 14 tháng 9 năm 2002  |
| Tập đặc biệt 34 | "otome ie no ichizoku: torejahanta misae" (乙女家の一族： トレジャーハンターみさえ)                                               | 28 tháng 9 năm 2002  |
| Tập đặc biệt 34 | "pucchipuchi himawari" (プッチプチひまわり)                                                                                       | 28 tháng 9 năm 2002  |
| Tập đặc biệt 34 | "pucchipuchi himawari 2" (プッチプチひまわり2)                                                                                    | 28 tháng 9 năm 2002  |
| 452             | "Đội bò cạp đỏ" "hisashi burino kurenai sasori tai da z" (久しぶりの紅さそり隊だゾ)                                               | 2 tháng 11 năm 2002  |
| 452             | "Shin phải giảm cân" "ora futocchi yatta zo" (オラ太っちゃったゾ)                                                                 | 2 tháng 11 năm 2002  |
| 452             | "Bắt trước mẹ nhuộm tóc" "heamanikyua wosuru zo" (ヘアマニキュアをするゾ)                                                         | 2 tháng 11 năm 2002  |
| 453             | "Chuẩn bị đi chơi cũng mệt ghê" "o deka keno junbi ha taihen da zo" (お出かけの準備は大変だゾ)                                    | 9 tháng 11 năm 2002  |
| 453             | "Bồ câu đưa thư bất đắc dĩ" "nene channo kokuhaku da zo" (ネネちゃんの告白だゾ)                                                   | 9 tháng 11 năm 2002  |
| 453             | "Giấc mơ trưa của Shin" "hirune gashitai zo" (昼寝がしたいゾ)                                                                     | 9 tháng 11 năm 2002  |
| 454             | "Đến thăm nhà ngoại ở Kyushu" "kyuushuu nojiichan ie ha tanoshi i zo" (九州のじいちゃん家は楽しいゾ)                              | 16 tháng 11 năm 2002 |
| 455             | "Cả nhà bị thôi miên" "kure shin anbaransuzon puchi akuma" (クレしんアンバランスゾーン プチ悪魔)                                  | 23 tháng 11 năm 2002 |
| 455             | "Cả nhà đi ngâm suối nước nóng" "hinabita onsenryokan ni toma ru zo" (ひなびた温泉旅館に泊まるゾ)                                 | 23 tháng 11 năm 2002 |
| 455             | "keitaidenwa ha benri da zo Điện thoại di động tiên lợi lắm" (携帯電話は便利だゾ)                                                 | 23 tháng 11 năm 2002 |
| 456             | "Gia nhập Hướng đạo sinh" "boisukauto ni itsutta zo" (ボーイスカウトに入ったゾ)                                                   | 30 tháng 11 năm 2002 |
| 456             | "Tham gia Hướng đạo sinh rất vui" "boisukauto ha tanoshi i zo" (ボーイスカウトは楽しいゾ)                                         | 30 tháng 11 năm 2002 |
| 456             | "Bị thần lửa tấn công" "kure shin anbaransuzon shakunetsu majin" (クレしんアンバランスゾーン 灼熱魔人)                            | 30 tháng 11 năm 2002 |
| 457             | "Cuộc chiến chống yêu quái" "kure shin anbaransuzon ooo noshinnosuke" (クレしんアンバランスゾーン オオオのしんのすけ)             | 7 tháng 12 năm 2002  |
| 457             | "Mẹ là cô giáo dạy nấu ăn" "kaachan ha ryouri no sensei da zo" (母ちゃんは料理の先生だゾ)                                         | 7 tháng 12 năm 2002  |
| 457             | "Nỗi lo của cô Matsuzaka" "matsuzaka sensei no nayami da zo" (まつざか先生の悩みだゾ)                                             | 7 tháng 12 năm 2002  |
| Tập đặc biệt 35 | "masao kun no otoshimono da zo" (マサオ君の落とし物だゾ)                                                                          | 21 tháng 12 năm 2002 |
| Tập đặc biệt 35 | "yuukyuukyuuka ha tsukare ru zo" (有給休暇は疲れるゾ)                                                                             | 21 tháng 12 năm 2002 |
| Tập đặc biệt 35 | "ora ha gorufu no kochi da zo" (オラはゴルフのコーチだゾ)                                                                         | 21 tháng 12 năm 2002 |

### Năm 2003
| #               | Tên tập phim | Ngày phát sóng gốc   |
| --------------- | --- | -------------------- |
| 458             | "Câu chuyện tuổi trẻ" "Korega! Seishun rashii zo daiichiwa" (これが!青春らしいゾ（第一話）)                                                   | 11 tháng 1 năm 2003  |
| 458             | "Đi mua sắm với mẹ" "Kaachan to kuruma de kaimono da zo" (母ちゃんと車で買い物だゾ)                                                           | 11 tháng 1 năm 2003  |
| 458             | "Ba muốn mua xe hơi thể thao5" "Supotsuka ga hoshii zo" (スポーツカーが欲しいゾ)                                                              | 11 tháng 1 năm 2003  |
| 459             | "Câu chuyện tuổi trẻ" (これが!青春らしいゾ（第二話）)                                                                                         | 18 tháng 1 năm 2003  |
| 459             | "Cho thuê Bạch Tuyết" "Shiro wo rentaru suru zo" (シロをレンタルするゾ)                                                                       | 18 tháng 1 năm 2003  |
| 459             | "Chuyên gia tâm lý bất đắc dĩ" (おケイおばさんの家出だゾ)                                                                                     | 18 tháng 1 năm 2003  |
| 460             | "Shin phụ mẹ quét sân" "O tetsudai deo hara gaippaida zo" (お手伝いでお腹がいっぱいだゾ)                                                      | 25 tháng 1 năm 2003  |
| 460             | "Luyện tập, luyện tập nữa, luyện tập mãi" "Badōocchingu de maigo da zo" (バードウォッチングで迷子だゾ)                                        | 25 tháng 1 năm 2003  |
| 460             | "Câu chuyện tuổi trẻ" "Korega! Seishun rashii zo daisanwa" (これが!青春らしいゾ（第三話）)                                                    | 25 tháng 1 năm 2003  |
| 461             | "Đi mua dầu thắp đèn" "Tōyu wo kai ni iku zo" (灯油を買いに行くゾ)                                                                            | 1 tháng 2 năm 2003   |
| 461             | "Chơi trượt tuyết với Masao" "Masao kun tosori asobi da zo" (マサオ君とそり遊びだゾ)                                                          | 1 tháng 2 năm 2003   |
| 461             | "Câu chuyện tuổi trẻ" "Korega! Seishun rashii zo daiyon hanashi" (これが!青春らしいゾ（第四話）)                                              | 1 tháng 2 năm 2003   |
| 462             | "Masao bị nấc cục" "Shakkuri ga toma ranai zo" (シャックリが止まらないゾ)                                                                     | 8 tháng 2 năm 2003   |
| 462             | "Âm mưu ngoan ngoãn" "Onedarihaumakuikanai zo" (おねだりはうまくいかないゾ)                                                                   | 8 tháng 2 năm 2003   |
| 462             | "Đi mua cá vàng" "Kingyo wo kau zo" (金魚を飼うゾ)                                                                                            | 8 tháng 2 năm 2003   |
| 463             | "Mẹ tập làm sữa chua" "Maboroshi no yoguruto da zo" (幻のヨーグルトだゾ)                                                                      | 15 tháng 2 năm 2002  |
| 463             | "Thu thập phiếu đổi quà" "ōboken wo kōkan suru zo" (応募券を交換するゾ)                                                                       | 15 tháng 2 năm 2002  |
| 463             | "Mẹ quyết tâm đọc sách" "O jōhin ni dokusho wosuru zo" (お上品に読書をするゾ)                                                                 | 15 tháng 2 năm 2002  |
| Tập đặc biệt 35 | "Dashi tori shinchan 1" (だし取りしんちゃん１)                                                                                                | 23 tháng 2 năm 2003  |
| Tập đặc biệt 35 | "Dashi tori shinchan 2" (だし取りしんちゃん２)                                                                                                | 23 tháng 2 năm 2003  |
| Tập đặc biệt 35 | "Pokettoteisshu womorau zo" (ポケットティッシュをもらうゾ)                                                                                    | 23 tháng 2 năm 2003  |
| 464             | "Bạn Kazama thật tài giỏi" "Kazama kun ha shusse suru zo" (風間君は出世するゾ)                                                                | 8 tháng 3 năm 2003   |
| 464             | "Cô giáo đến thăm nhà" "Konnichiha kateihōmon da zo" (今日は家庭訪問だゾ)                                                                     | 8 tháng 3 năm 2003   |
| 464             | "Ngôi nhà trú ẩn của Shin" "Ora no kakure ie da zo" (オラの隠れ家だゾ)                                                                        | 8 tháng 3 năm 2003   |
| Tập đặc biệt 36 | "Nagare ita shinnosukeda zo 1" (流れ板しんのすけだゾ１)                                                                                       | 12 tháng 4 năm 2003  |
| Tập đặc biệt 36 | "Nagare ita shinnosukeda zo 2" (流れ板しんのすけだゾ２)                                                                                       | 12 tháng 4 năm 2003  |
| Tập đặc biệt 36 | "Yakisoba wo tsukuru zo" (焼きそばを作るゾ)                                                                                                   | 12 tháng 4 năm 2003  |
| 465             | "Đại hội kéo co" "Tsuna biki taikai da zo" (綱引き大会だゾ)                                                                                   | 19 tháng 4 năm 2003  |
| 465             | "Hima muốn chơi thú nhún" "Nonbirio kaimono da zo" (のんびりお買い物だゾ)                                                                     | 19 tháng 4 năm 2003  |
| 465             | "Nene mời ăn bánh nướng" "Baikin wo shattoauto suru zo" (バイキンをシャットアウトするゾ)                                                      | 19 tháng 4 năm 2003  |
| 466             | "Khuôn mặt lí tưởng của thầy hiệu trưởng" "Enchō sensei no risō no kao da zo" (園長先生の理想の顔だゾ)                                        | 26 tháng 4 năm 2003  |
| 466             | "Lưu giữ kỷ niệm tuổi thơ" "Gejitsu wo nokosu zo" (ゲージツを残すゾ)                                                                          | 26 tháng 4 năm 2003  |
| 466             | "Thiên tài về kiếm đạo" "Ora wa ken no tatsujin da zo" (オラは剣の達人だゾ)                                                                   | 26 tháng 4 năm 2003  |
| 467             | "Hoài bảo lớn của Kazama" "Boizu. Bi. Anbishasu da zo" (ボーイズ・ビー・アンビシャスだゾ)                                                     | 3 tháng 5 năm 2003   |
| 467             | "Mong ước của cô Matsuzaka" "Kodure matsuzaka sensei da zo" (子連れまつざか先生だゾ)                                                          | 3 tháng 5 năm 2003   |
| 467             | "Shin được học kiếm đạo miễn phí" "Tada de kendō wo narau zo" (タダで剣道を習うゾ)                                                            | 3 tháng 5 năm 2003   |
| 468             | "Masao ơi, dũng cảm lên" "Masao kun yūki da zo" (マサオ君勇気だゾ)                                                                            | 10 tháng 5 năm 2003  |
| 468             | "Đồ nhắm của ba" "Tōchan nootsumamida zo" (父ちゃんのおつまみだゾ)                                                                            | 10 tháng 5 năm 2003  |
| 468             | "Kế hoạch đi mua sắm" "Zettai bagen niiku zo" (絶対バーゲンにいくゾ)                                                                          | 10 tháng 5 năm 2003  |
| 469             | "Khi mẹ Misae tiết kiệm" "Girigiri shufu misaeda zo" (ギリギリ主婦みさえだゾ)                                                                 | 17 tháng 5 năm 2003  |
| 469             | "Chú Yonro muốn hẹn hò" "Shirō koi no daisakusen da zo" (四郎 恋の大作戦だゾ)                                                                 | 17 tháng 5 năm 2003  |
| 469             | "Luyện tập kiếm đạo không dễ đâu" "Tsurugi no shugyō hakibishii zo" (剣の修行はきびしいゾ)                                                    | 17 tháng 5 năm 2003  |
| 470             | "Canh chừng nhà với Masao" "Fushigina megane" (ふしぎなメガネ)                                                                                | 24 tháng 5 năm 2003  |
| 470             | "Lần đầu luyện kiếm đạo" "Hajimete no kendō da zo" (初めての剣道だゾ)                                                                         | 24 tháng 5 năm 2003  |
| 470             | "Ba bị "cháy túi"" "Girigiri shain hiroshida zo" (ギリギリ社員ひろしだゾ)                                                                     | 24 tháng 5 năm 2003  |
| 471             | "Leo núi Kasukabe" "Kasukabe gaku ni moretsuatakku da zo" (かすかべ岳にモーレツアタックだゾ)                                                  | 31 tháng 5 năm 2003  |
| 472             | "Mẹ tới thăm lớp học kiếm đạo" "Musashino tsurugi ta kaachan no kendō nyūmon" (武蔵野剣太 母ちゃんの剣道入門)                                 | 7 tháng 6 năm 2003   |
| 472             | "Bảo vệ trứng" "Tamagowoo mamori suru zo" (たまごをお守りするゾ)                                                                              | 7 tháng 6 năm 2003   |
| 472             | "Sự giận dữ của chú thỏ bị đánh" "Nagura re usagi no gyakushū da zo" (殴られウサギの逆襲だゾ)                                                 | 7 tháng 6 năm 2003   |
| 473             | "Viên đá quý của Bo" "Bo channo takara no ishi da zo" (ボーちゃんの宝の石だゾ)                                                                | 14 tháng 6 năm 2003  |
| 473             | "Chắc là mình bị bệnh rồi Famiresu de sutoresu da zo" (ファミレスでストレスだゾ)                                                              | 14 tháng 6 năm 2003  |
| 473             | "Bạch Tuyết không muốn sống khổ đâu" "Ora ha zettai byoki da zo" (オラは絶対ビョーキだゾ)                                                     | 14 tháng 6 năm 2003  |
| 474             | "Bo nghỉ chơi với Masao" "Masao kunto bo changa zekkō da zo" (マサオくんとボーちゃんが絶交だゾ)                                               | 28 tháng 6 năm 2003  |
| 474             | "Con thích ngủ giường riêng" "Ora mo beddo ga hoshii zo" (オラもベッドが欲しいゾ)                                                             | 28 tháng 6 năm 2003  |
| 474             | "Chiến dịch tiết kiệm của mẹ" "Kaachan notsumori chokin da zo" (母ちゃんのつもり貯金だゾ)                                                     | 28 tháng 6 năm 2003  |
| 475             | "Hành tinh của chó (Phần 1)" "Inu no wakusei" (犬の惑星)                                                                                      | 5 tháng 7 năm 2003   |
| 475             | "Hành tinh của chó (Phần 2)" "Zoku inu no wakusei" (続 犬の惑星)                                                                              | 5 tháng 7 năm 2003   |
| 475             | "Khi mẹ Misae dọn dẹp nhà" "Chira kashicha damedame da zo" (散らかしちゃダメダメだゾ)                                                         | 5 tháng 7 năm 2003   |
| 476             | "Roberto muốn học kiếm đạo" "Musashino tsurugi ta roberuto no kendō nyūmon 1" (武蔵野剣太 ロベルトの剣道入門 1)                               | 12 tháng 7 năm 2003  |
| 476             | "Roberto muốn học kiếm đạo" "Musashino tsurugi ta roberuto no kendō nyūmon 2" (武蔵野剣太 ロベルトの剣道入門 2)                               | 12 tháng 7 năm 2003  |
| 477             | "Đi tắm biển với chị Nanako (Phần 1)" "Nana ko oneisanto kaisuiyoku da zo 1" (なな子おねいさんと海水浴だゾ 1)                                 | 19 tháng 7 năm 2003  |
| 477             | "Đi tắm biển với chị Nanako (Phần 2)" "Nana ko oneisanto kaisuiyoku da zo 2" (なな子おねいさんと海水浴だゾ)                                   | 19 tháng 7 năm 2003  |
| 477             | "Đi tắm biển với chị Nanako (Phần 3)" "Nana ko oneisanto kaisuiyoku da zo 3" (なな子おねいさんと海水浴だゾ 3)                                 | 19 tháng 7 năm 2003  |
| 478             | "Cuộc sống ở quê thật tuyệt cú mèo" "Inaka kurashi ha saiko da zo" (田舎暮らしはサイコーだゾ)                                                 | 26 tháng 7 năm 2003  |
| 478             | "Tối nay cả nhà không ngủ được" "Konya haminna nemure nai zo" (今夜はみんな眠れないゾ)                                                        | 26 tháng 7 năm 2003  |
| 478             | "Bữa ăn trưa tuôn chảy" "Nagare ru ranchi da zo" (流れるランチだゾ)                                                                           | 26 tháng 7 năm 2003  |
| 479             | "Sự cố ở hồ bơi" "Girigiri shufu misae kodure de puru" (ギリギリ主婦みさえ 子連れでプール)                                                    | 2 tháng 8 năm 2003   |
| 479             | "Chỗ nào cũng nóng hết vậy" "Doko moajii ~ zo" (ドコもあじぃ～ゾ)                                                                             | 2 tháng 8 năm 2003   |
| 479             | "Cả giác như có mà lại không có" "Sonzaikan gaaruyōde nai zo" (存在感があるようで無いゾ)                                                      | 2 tháng 8 năm 2003   |
| 480             | "Mất ngủ trong đêm hè" "Nettaiya haurusai zo" (熱帯夜はうるさいゾ)                                                                            | 16 tháng 8 năm 2003  |
| 480             | "Kì nghỉ hè của cô giáo Yoshinaga" "Yoshinaga sensei no natsuyasumi da zo" (よしなが先生の夏休みだゾ)                                         | 16 tháng 8 năm 2003  |
| 480             | "Cuộc đụng độ giữa hai sư phụ" "Musashino tsurugi ta kurenai sasori tai no dōjōyaburi" (武蔵野剣太 紅さそり隊の道場破り)                      | 16 tháng 8 năm 2003  |
| Tập đặc biệt 37 | "Doyō supesharu nohara hiroshi tankentai - ōgon no meishi densetsu wo oe!" (土曜スペシャル 野原ひろし探検隊－黄金の名刺伝説を追え！)          | 23 tháng 8 năm 2003  |
| Tập đặc biệt 37 | "Doyō supesharu nohara hiroshi tankentai - ōgon no meishi densetsu wo oe!" (土曜スペシャル 野原ひろし探検隊－黄金の名刺伝説を追え！)          | 23 tháng 8 năm 2003  |
| Tập đặc biệt 37 | "Girigiri shufu misae ryokō ni iki taa ~ i" (ギリギリ主婦みさえ 旅行に行きたぁ～い」)                                                         | 23 tháng 8 năm 2003  |
| 481             | "Khi mẹ đi du lịch" "Girigiri shufu misae onsenryokō de dokidoki yo" (ギリギリ主婦みさえ 温泉旅行でドキドキよ)                                | 30 tháng 8 năm 2003  |
| 481             | "Đội phòng vệ Kasukabe" "Musashino tsurugi ta vs kasukabe bōeitai" (武蔵野剣太 ＶＳカスカベ防衛隊)                                            | 30 tháng 8 năm 2003  |
| 481             | "Thiết bị định vị rắc rối ghê" "Kanabi de maigo da zo" (カーナビで迷子だゾ)                                                                   | 30 tháng 8 năm 2003  |
| 482             | "Chú Yonro lại đến ăn ké" "Shirō san sos da zo" (四郎さんＳＯＳだゾ)                                                                          | 6 tháng 9 năm 2003   |
| 482             | "Cả nhà cùng chống bão" "Taifū ga kuru zo" (台風が来るゾ)                                                                                     | 6 tháng 9 năm 2003   |
| 482             | "Yêu theo cách của chị Ryuko" "Musashino tsurugi ta ryūko no ichizu na koi" (武蔵野剣太 竜子の一途な恋)                                       | 6 tháng 9 năm 2003   |
| 483             | "Masao có một không hai" "Sekai de hitori no masao kunda zo" (世界で一人のマサオくんだゾ)                                                     | 13 tháng 9 năm 2003  |
| 483             | "Lỗi của mẹ cũng là lỗi của ba" "Girigiri shufu misae watashi no misu haanatano misu" (ギリギリ主婦みさえ 私のミスはあなたのミス)             | 13 tháng 9 năm 2003  |
| 483             | "Làm vệ sĩ cho chị Nanako" "Nana ko oneisanwo esukoto suru zo" (なな子おねいさんをエスコートするゾ)                                           | 13 tháng 9 năm 2003  |
| Tập đặc biệt 38 | "Enpitsu shinchan shōgakusei demoshinnosukeda zo" (エンピツしんちゃん 小学生でもしんのすけだゾ)                                               | 27 tháng 9 năm 2003  |
| Tập đặc biệt 38 | "Aki su to taiketsu da zo" (空き巣とタイケツだゾ)                                                                                             | 27 tháng 9 năm 2003  |
| Tập đặc biệt 38 | "Aki su to taiketsu da zo 2" (空き巣とタイケツだゾ 2)                                                                                         | 27 tháng 9 năm 2003  |
| Tập đặc biệt 38 | "Bo channo koigokoro da zo" (ボーちゃんの恋心だゾ)                                                                                            | 27 tháng 9 năm 2003  |
| Tập đặc biệt 38 | "Doyō supesharu nohara hiroshi tankentai - hikyō ni hisho dakeno mura wo mita!" (土曜スペシャル 野原ひろし探検隊－秘境に秘書だけの村を見た！) | 27 tháng 9 năm 2003  |
| Tập đặc biệt 38 | "Girigiri shufu misae naraigoto ga mitsu karanai" (ギリギリ主婦みさえ 習い事が見つからない)                                                   | 27 tháng 9 năm 2003  |
| 484             | "Masao lại bỏ trốn" "Aichanto kakeochi suru zo" (あいちゃんと駆け落ちするゾ)                                                                  | 8 tháng 11 năm 2003  |
| 484             | "Buổi biểu diễn của Bạch Tuyết" "Shiro no cm debyu da zo" (シロのCMデビューだゾ)                                                              | 8 tháng 11 năm 2003  |
| 484             | "Đối thủ kiếm đạo đã xuất hiện" "Musashino tsurugi ta kyokutan ryū ga kita!" (武蔵野剣太 極端流が来た！)                                      | 8 tháng 11 năm 2003  |
| 485             | "Bấn loạn với máy sấy tốc" "Kaachan ga shinario kyōshitsu ni iku zo" (母ちゃんがシナリオ教室に行くゾ)                                         | 15 tháng 11 năm 2003 |
| 485             | "Trẻ con cũng muốn làm tư vấn" "Kaachan ga kai ta shinario da zo" (母ちゃんが書いたシナリオだゾ)                                              | 15 tháng 11 năm 2003 |
| 485             | "Chúa tể nhà vệ sinh cũng ngầu lắm chứ bộ" "O toireman ha kakko ii zo" (おトイレマンはカッコいいゾ)                                           | 15 tháng 11 năm 2003 |
| 486             | "Chị Nanako sắp kết hôn" "Nana ko o neesan no konyakusha da zo" (なな子お姉さんの婚約者だゾ)                                                  | 22 tháng 11 năm 2003 |
| 486             | "Mẹ cũng thích diễn viên đẹp trai" "Kaachan ga ikemen haiyū nihamatta zo" (母ちゃんがイケメン俳優にはまったゾ)                                | 22 tháng 11 năm 2003 |
| 486             | "Quyết tâm luyện tập cho Đại hội kiếm đạo" "Musashino tsurugi ta kendō taikai no tokkun da zo" (武蔵野剣太 剣道大会の特訓だゾ)                | 22 tháng 11 năm 2003 |
| 487             | "Trước nhà có công trình thi công" "Tadaima kōjichū da zo" (ただいま工事中だゾ)                                                               | 29 tháng 11 năm 2003 |
| 487             | "Kết nút áo là nghề của chàng" "Botan tsukeha tokui da zo" (ボタンつけは得意だゾ)                                                             | 29 tháng 11 năm 2003 |
| 487             | "Mẹ đi học Tiếng Anh" "Kaachan no eikaiwa da zo" (母ちゃんの英会話だぞ)                                                                       | 29 tháng 11 năm 2003 |
| 488             | "Bí mật phía sau tủ đồ" "Tansu no ura niha nanika gaaru zo" (タンスの裏にはナニカがあるゾ)                                                    | 6 tháng 12 năm 2003  |
| 488             | "Trò chơi tàu lửa xình xịch" "Densha gokkowosuru zo" (電車ごっこをするゾ)                                                                     | 6 tháng 12 năm 2003  |
| 488             | "Tâm sự của một chú thỏ bông" "Nene channo usagi gashabetta zo" (ネネちゃんのウサギがしゃべったゾ)                                            | 6 tháng 12 năm 2003  |
| Tập đặc biệt 39 | "Enpitsu Shin-chan sansū o suru zo" (えんぴつしんちゃん 算数をするゾ)                                                                         | 20 tháng 12 năm 2003 |
| Tập đặc biệt 39 | "Sayonara Ai-chan dazo" (さよならあいちゃんだゾ)                                                                                              | 20 tháng 12 năm 2003 |
| Tập đặc biệt 39 | "Chokin wa tsukareru zo" (貯金はつかれるゾ)                                                                                                   | 20 tháng 12 năm 2003 |

### Năm 2004
| #          | Tên tập phim                                                               | Ngày phát sóng gốc   |
| ---------- | -------------------------------------------------------------------------- | -------------------- |
| 489        | "Masao muốn chụp hình kỷ niệm" (思い出の写真を撮るゾ)                      | 10 tháng 1 năm 2004  |
| 489        | "Cuốn sổ tay của ba" (家中を大ソーサクだゾ)                                | 10 tháng 1 năm 2004  |
| 489        | "Shinnosuke là tay kiếm siêu đẳng" (オラは剣豪しんのすけだゾ)              | 10 tháng 1 năm 2004  |
| 490        | "Cả nhà cùng sưởi ấm" (寒い日はやっぱりコタツだゾ)                         | 17 tháng 1 năm 2004  |
| 490        | "Tìm lại đồ bị đánh rơi" (落し物を探すゾ)                                  | 17 tháng 1 năm 2004  |
| 490        | "Luyện tập, luyện tập nữa, luyện tập mãi!" (特訓！特訓！また特訓だゾ)      | 17 tháng 1 năm 2004  |
| 491        | "Buổi học trượt tuyết thú vị" (楽しいスキー教室だゾ)                       | 24 tháng 1 năm 2004  |
| 492        | "Shin đi thi đấu kiếm đạo" (対決!剣道大会ヘンなわざ大集合)                 | 31 tháng 1 năm 2004  |
| SPECIAL 40 | (父ちゃんと母ちゃんが入れ替わったゾ)                                       | 7 tháng 2 năm 2004   |
| SPECIAL 40 | (テーブルマナーを身につけるゾ)                                             | 7 tháng 2 năm 2004   |
| SPECIAL 40 | (マサオ君が入院だゾ)                                                       | 7 tháng 2 năm 2004   |
| SPECIAL 40 | (アクション仮面対フラワー男爵)                                             | 7 tháng 2 năm 2004   |
| 493        | "Canh chừng nhà với Masao" (お留守番はマサオくん家に限るゾ)                | 21 tháng 2 năm 2004  |
| 493        | "Bạch Tuyết không muốn sống khổ đâu" (シロに苦労をかけるゾ)                | 21 tháng 2 năm 2004  |
| 493        | "Cơm hộp của vợ yêu" (父ちゃんは愛妻弁当だゾ)                              | 21 tháng 2 năm 2004  |
| 494        | "Bấn loạn với máy sấy tóc" (ドライヤーパニックだゾ)                        | 28 tháng 2 năm 2004  |
| 494        | "Quyết tâm không dậy trễ" (子供も相談したい年頃だゾ)                       | 28 tháng 2 năm 2004  |
| 494        | "Trẻ con cũng muốn làm tư vấn" (オラん家は絶対遅刻するゾ)                  | 28 tháng 2 năm 2004  |
| 495        | "Nằm nghỉ ngơi cũng không yên" (ゴロゴロするのは疲れるゾ)                  | 6 tháng 3 năm 2004   |
| 495        | "Nene bị trầm cảm" (ネネちゃんには気を使うゾ)                              | 6 tháng 3 năm 2004   |
| 495        | "Tiết kiệm cũng phải có chiến lược" (節約はおいしいゾ)                     | 6 tháng 3 năm 2004   |
| 496        | "Mẹ đóng giả làm nữ yêu quái" (美女怪人ビューティーアクージョだゾ)         | 13 tháng 3 năm 2004  |
| 496        | "Giúp đỡ bạn Kazama mua đồ" (風間くんを手伝うゾ)                           | 13 tháng 3 năm 2004  |
| 496        | "Bánh kem thật là quyến rũ" (誘惑のケーキだゾ)                             | 13 tháng 3 năm 2004  |
| SPECIAL 41 | (一粒足りないゾ)                                                           | 3 tháng 4 năm 2004   |
| SPECIAL 41 | (ほしいゾ！おチョコりん)                                                   | 3 tháng 4 năm 2004   |
| SPECIAL 41 | (行列ラーメンに並ぶゾ)                                                     | 3 tháng 4 năm 2004   |
| 497        | "Thị trấn miền viễn tây Kasukabe" (荒野のカスカベウエスタンだゾ)           | 1 tháng 5 năm 2004   |
| 498        | "Công việc làm thêm của chị Nanako" (ななこおねいさんのアルバイトだゾ)     | 8 tháng 5 năm 2004   |
| 498        | "Chiếc khăn tay của Masao" (クマさんハンカチをソーサクするゾ)              | 8 tháng 5 năm 2004   |
| 498        | "Giữ mối quan hệ hàng xóm" (これがご近所づきあいだゾ)                      | 8 tháng 5 năm 2004   |
| 499        | "Mình là đứa ngược đời đó nha" (オラ、アマンジャクだゾ)                    | 15 tháng 5 năm 2004  |
| 499        | "Sự trả thù của cô Matsuzaka" (まつざか女の復讐だゾ)                       | 15 tháng 5 năm 2004  |
| 499        | "Giữ yên lặng trong thư viện" (図書館ではお静かにだゾ)                     | 15 tháng 5 năm 2004  |
| 500        | "Sản phẩm dưỡng da trị nếp nhăn" (オラのイチゴちゃんだゾ)                  | 22 tháng 5 năm 2004  |
| 500        | "Mình là Ninja chính hiệu đó nha" (タレントをめざすゾ)                     | 22 tháng 5 năm 2004  |
| 500        | "Chơi đấu kiếm tưởng tượng với ba" (ダンスの特訓だゾ)                      | 22 tháng 5 năm 2004  |
| 501        | "Cả nhà đi du lịch Tây Ban Nha" (オーラッ！ スパイン旅行だゾ)              | 29 tháng 5 năm 2004  |
| 502        | "Bánh kem dâu ngon tuyệt cú mèo" (シワトレビアーンだゾ)                    | 5 tháng 6 năm 2004   |
| 502        | "Mơ ước tương lai của Nene" (忍者でござるゾ)                               | 5 tháng 6 năm 2004   |
| 502        | "Buổi luyện tập nhảy đặc biệt" (父ちゃんとむりして遊ぶゾ)                  | 5 tháng 6 năm 2004   |
| 503        | "Mua sắm cũng phải tiết kiệm" (今買うとおトクだゾ)                         | 12 tháng 6 năm 2004  |
| 503        | "Trò chơi đồ hàng bất thường" (変則リアルおままごとだゾ)                   | 12 tháng 6 năm 2004  |
| 503        | "Đi xe taxi cũng mệt ghê" (へーい！タクシーだゾ)                           | 12 tháng 6 năm 2004  |
| 504        | "Đi bộ để giảm cân" (お散歩はオイシイゾ)                                   | 19 tháng 6 năm 2004  |
| 504        | "Ba là thợ làm sàn gỗ" (ウッドなデッキを作るゾ)                            | 19 tháng 6 năm 2004  |
| 504        | "Điện thoại di động mới nhất tiện lợi lắm đó nha" (最新ケータイは便利だゾ) | 19 tháng 6 năm 2004  |
| 505        | "Thẩm mỹ viện dành cho Bạch Tuyết" (ララちゃんのママはドコ？だゾ)          | 10 tháng 7 năm 2004  |
| 505        | "Tập viết thư pháp" (座右のメエ〜だゾ)                                     | 10 tháng 7 năm 2004  |
| 505        | "Truy tìm hộp mì Ramen" (カップラーメンの恨みは恐いゾ)                     | 10 tháng 7 năm 2004  |
| 506        | "Mẹ đề nghị gọi Papa Mama" (パパママプロジェクトだゾ)                      | 17 tháng 7 năm 2004  |
| 506        | "Đeo kính nhìn phong độ lắm nha" (メガネってカッコいいゾ)                  | 17 tháng 7 năm 2004  |
| 506        | "Làm mai mối cho chú Kawaguchi" (川口さんの恋を応援するゾ)                 | 17 tháng 7 năm 2004  |
| 507        | "Mẹ mua đồ mới cho Shin" (やすいよそゆきを買うゾ)                          | 24 tháng 7 năm 2004  |
| 507        | "Trận quyết đấu robot giấy" (ペーパーロボット対決！だゾ)                   | 24 tháng 7 năm 2004  |
| 507        | "Cả nhà đi biển" (海はムフフ･･･だゾ)                                       | 24 tháng 7 năm 2004  |
| 508        | "Cả nhóm đi hồ bơi" (みんなでプールに行くゾ)                               | 7 tháng 8 năm 2004   |
| 508        | "Khi các bà mẹ làm quen nhau" (公園デビューのおともだゾ)                   | 7 tháng 8 năm 2004   |
| 508        | "Đi dạo bộ sau cơn mưa" (雨あがりのお散歩だゾ)                             | 7 tháng 8 năm 2004   |
| SPECIAL 42 | (風間くんちへ行くゾ)                                                       | 4 tháng 9 năm 2004   |
| SPECIAL 42 | "Kazama-kun Comes Over This Time!" (今度は風間くんが来たゾ)                | 4 tháng 9 năm 2004   |
| SPECIAL 42 | (オラのりれきしょだゾ)                                                     | 4 tháng 9 năm 2004   |
| SPECIAL 42 | (ミッチーの元カレ?だゾ)                                                    | 4 tháng 9 năm 2004   |
| SPECIAL 42 | (オラのお昼はコレに決まりだゾ)                                             | 4 tháng 9 năm 2004   |
| SPECIAL 42 | (突然シロの悲劇だゾ)                                                       | 4 tháng 9 năm 2004   |
| SPECIAL 43 | (ひま、お出入り禁止だゾ)                                                   | 16 tháng 10 năm 2004 |
| SPECIAL 43 | (釣り堀あらし登場！だゾ)                                                   | 16 tháng 10 năm 2004 |
| SPECIAL 43 | (降ったり、晴れたり、曇ったりだゾ)                                         | 16 tháng 10 năm 2004 |
| 509        | "Quà rút thăm trúng thưởng giá trị" (ふりかけ人形セットだゾ)               | 22 tháng 10 năm 2004 |
| 509        | "Ba được mua giầy mới" (おニューの靴を買うゾ)                              | 22 tháng 10 năm 2004 |
| 510        | "Phần cơm hộp tuyệt vời" (グレイトなおべんとうだゾ)                        | 29 tháng 10 năm 2004 |
| 510        | "Chiếc dù tuyệt vời của mẹ" (母ちゃんのステキな傘だゾ)                     | 29 tháng 10 năm 2004 |
| 511        | "Chuyện gửi bưu thiếp cho ông nội" (ハガキが出せないゾ)                    | 5 tháng 11 năm 2004  |
| 511        | "Đồ cũ không bỏ được đâu" (おもいきって捨てるゾ)                           | 5 tháng 11 năm 2004  |
| 512        | "Hima tập ngồi bô" (トイレトレーニングだゾ)                                | 19 tháng 11 năm 2004 |
| 512        | "Masao tập kể chuyện" (かみしばいやさんになるゾ)                           | 19 tháng 11 năm 2004 |
| 513        | "24 phút cuộc đời của ba" (父ちゃんの24だゾ)                               | 26 tháng 11 năm 2004 |
| 513        | "Ngày hội thể thao ở trường mẫu giáo" (ふたば幼稚園大運動会だゾ)           | 26 tháng 11 năm 2004 |
| 514        | "Cuộc chiến của những cô gái" (おそるべし女の闘いだゾ)                     | 3 tháng 12 năm 2004  |
| 514        | "Khi mẹ mặc áo Kimono" (和服はビューティフォーだゾ)                        | 3 tháng 12 năm 2004  |
| 515        | "Đi xem phim cũng mệt ghê" (お子様映画はつらいゾ)                          | 10 tháng 12 năm 2004 |
| 515        | "Shin trổ tài phiên dịch" (松坂先生もついに結婚?だゾ)                      | 10 tháng 12 năm 2004 |
| 516        | "Hình như mình bị cảm rồi!" (オラ、カゼっぽいゾ)                           | 17 tháng 12 năm 2004 |
| 516        | "Lỗi tại Masao" (コッソリ直しちゃうゾ)                                     | 17 tháng 12 năm 2004 |

### Năm 2005
| #          | Tên tập phim                                                         | Ngày phát sóng gốc   |
| ---------- | -------------------------------------------------------------------- | -------------------- |
| 517        | "Bữa ăn trưa vất vả" (お昼はコレが食べたいゾ)                        | 7 tháng 1 năm 2005   |
| 517        | "Trời lạnh cũng đi chơi" (外でアソブとあったかいゾ)                  | 7 tháng 1 năm 2005   |
| 518        | "Sai lầm vẫn là Masao" (マサオくんがやっちゃった!ゾ)                 | 14 tháng 1 năm 2005  |
| 518        | "Niềm vui có ba lô mới" (準備はオッケーだゾ)                         | 14 tháng 1 năm 2005  |
| 519        | "Một ngày dài của chiếc máy sưởi" (コタツの長い一日だゾ)             | 21 tháng 1 năm 2005  |
| 519        | "Siêu nhân cũng sợ vợ" (マサオ君のカケモチ人生だゾ)                  | 21 tháng 1 năm 2005  |
| 520        | "Nữ sát thủ Misae" (みさえ刑事（デカ）純情派だゾ)                    | 28 tháng 1 năm 2005  |
| 520        | "Buổi thử vai ở trường mẫu giáo" (燃えるオーディションだゾ)          | 28 tháng 1 năm 2005  |
| 521        | "Mèo con bị bỏ rơi" (子ネコを拾ったゾ)                               | 4 tháng 2 năm 2005   |
| 521        | "Shin cũng muốn làm đẹp" (オラ美人になるゾ)                          | 4 tháng 2 năm 2005   |
| 522        | "Khi Shin bị sổ mũi" (ハナ水が止まらないゾ)                          | 18 tháng 2 năm 2005  |
| 522        | "Mẹ làm bánh kem" (母ちゃんがケーキを作るゾ)                         | 18 tháng 2 năm 2005  |
| 523        | "Kazama bị mất hình tượng" (合コンするゾ)                            | 25 tháng 2 năm 2005  |
| 523        | "Ý đồ của Hima" (かわいいひまにゴ用心!だゾ)                          | 25 tháng 2 năm 2005  |
| 524        | "Hima cũng muốn ăn sushi" (ありがた〜いお寿司だゾ)                   | 4 tháng 3 năm 2005   |
| 524        | "Kiểm tra sức khỏe cho thầy cô" (先生たちの健康診断だゾ)             | 4 tháng 3 năm 2005   |
| 525        | "Cuộc thi làm cơm hộp" (お弁当コンクールだゾ)                        | 11 tháng 3 năm 2005  |
| 525        | "Mẹ tập trả lời phỏng vấn" (インタビューに答えるゾ)                  | 11 tháng 3 năm 2005  |
| SPECIAL 44 | (オラは犬です!だゾ)                                                  | 1 tháng 4 năm 2005   |
| SPECIAL 44 | (タンスの裏にはナニカがあるゾ（2003年）〈再〉)                       | 1 tháng 4 năm 2005   |
| SPECIAL 44 | (父ちゃんのダイエットだゾ)                                           | 1 tháng 4 năm 2005   |
| 526        | "Masao thật là đào hoa" (もてもてマサオくんだゾ)                     | 22 tháng 4 năm 2005  |
| 526        | "Khi mẹ trẻ lại 10 tuổi" (ムリして若返っちゃうゾ)                    | 22 tháng 4 năm 2005  |
| 527        | "Muốn giảm cân cũng khó ghê" (明日からダイエットだゾ)                | 29 tháng 4 năm 2005  |
| 527        | "Chuyến thăm đài truyền hình Asahi" (テレビ朝日を見学するゾ)         | 29 tháng 4 năm 2005  |
| 528        | "Ba gặp lại mối tình đầu" (ひろしのときめきの日々だゾ)               | 6 tháng 5 năm 2005   |
| 528        | "Shin muốn học pha chế" (ふってふってふってだゾ)                     | 6 tháng 5 năm 2005   |
| 529        | "Tình yêu của chú Yoshirin" (アイ・ラブ・ミッチーだゾ)               | 20 tháng 5 năm 2005  |
| 529        | "Món kem đặc biệt của Shin" (あこがれのゴージャス・パフェだゾ)       | 20 tháng 5 năm 2005  |
| 530        | "Đi dạo với ba" (父ちゃんとお散歩だゾ)                               | 27 tháng 5 năm 2005  |
| 530        | "Để nhờ bãi đậu xe" (ガレージが使えないゾ)                           | 27 tháng 5 năm 2005  |
| 531        | "Ba thích bong bóng bay không ta?" (父ちゃんは風船がお好き!?だゾ)    | 3 tháng 6 năm 2005   |
| 531        | "Sự hướng dẫn của cô Ageo" (上尾先生がご指導するゾ)                  | 3 tháng 6 năm 2005   |
| 532        | "Kazama cũng có lúc không ngoan" (グレてやる!?だゾ)                  | 10 tháng 6 năm 2005  |
| 532        | "Điện thoại di động của cô Matsuzaka" (ケータイの番をするゾ)         | 10 tháng 6 năm 2005  |
| 533        | "Cả nhóm tập huýt sáo" (口笛はヒュ〜ゥだゾ)                          | 17 tháng 6 năm 2005  |
| 533        | "Ba làm bánh xèo kiểu Nhật" (お好み焼きを作るゾ!)                    | 17 tháng 6 năm 2005  |
| 534        | "Hóa thân thành cô bé phép thuật Moe P" (もえPに大変身だゾ)          | 24 tháng 6 năm 2005  |
| 534        | "Cô Matsuzaka quảng cáo nấm tươi" (まつざか先生見ちゃいや〜んだゾ)   | 24 tháng 6 năm 2005  |
| 535        | "Shin luyện ký chữ đẹp" (サインしちゃうゾ)                           | 8 tháng 7 năm 2005   |
| 535        | "Himawari đi khám bệnh" (ひまわりが耳鼻科に行くゾ)                   | 8 tháng 7 năm 2005   |
| 536        | "Chăm sóc mẹ bị bệnh" (母ちゃんを看病するゾ)                         | 15 tháng 7 năm 2005  |
| 536        | "Đi ăn ở nhà hàng tiềm ẩn" (隠れ家レストランに行くゾ)                | 15 tháng 7 năm 2005  |
| 537        | "Một ngày nghỉ phiền phức" (めんどうくさいゾ)                        | 29 tháng 7 năm 2005  |
| 537        | "Lần đầu tập đi cà kheo" (竹馬作って乗っちゃうゾ)                    | 29 tháng 7 năm 2005  |
| 538        | "Theo mẹ đi khám răng" (ジュースが飲みたいゾ)                        | 5 tháng 8 năm 2005   |
| 538        | "Muốn uống nước ép trái cây" (ズッキンでドッキン!だゾ)               | 5 tháng 8 năm 2005   |
| 539        | "Chuyện ở tiệm bán đĩa CD" (CDショップへ行くゾ)                      | 12 tháng 8 năm 2005  |
| 539        | "Cả nhà đi xem bắn pháo hoa" (ゆかたで花火大会だゾ)                  | 12 tháng 8 năm 2005  |
| 540        | "Đi bắt bọ cánh cứng" (オオクワガタを捕るゾ)                         | 19 tháng 8 năm 2005  |
| 541        | "Trò chơi tưởng tượng" (あつくるしいゾ)                              | 26 tháng 8 năm 2005  |
| 541        | "Dịch vụ đấm bóp vai tại nhà" (かたたたき券だゾ)                     | 26 tháng 8 năm 2005  |
| 542        | "Thầy giáo mới xuất hiện" (あつくる先生、登場!だゾ)                  | 2 tháng 9 năm 2005   |
| 542        | "Đi dạo buổi sáng với chị Nanako" (ウォーキング・デートだゾ)         | 2 tháng 9 năm 2005   |
| 543        | "Tinh thần thi đấu bóng đá" (サッカーで勝負だゾ)                     | 9 tháng 9 năm 2005   |
| 543        | "Hima xếp đồ chơi" (ひまわりがのっけちゃうゾ)                        | 9 tháng 9 năm 2005   |
| 544        | "Dây kéo luyện cơ bắp của ba" (エキスパンダーできたえるゾ)           | 16 tháng 9 năm 2005  |
| 544        | "Hương thơm quyến rũ" (アロマ〜な気分だゾ)                           | 16 tháng 9 năm 2005  |
| 545        | "Nene không thích thầy giáo mới" (プチファイヤー ポだゾ)             | 23 tháng 9 năm 2005  |
| 545        | "Mẹ làm đồ trang sức" (アクセサリーをつくるゾ)                       | 23 tháng 9 năm 2005  |
| SPECIAL 45 | (ふりかけ人形セットだゾ（2004年）〈再〉)                             | 7 tháng 10 năm 2005  |
| SPECIAL 45 | (子守りはオラにおまかせだゾ)                                         | 7 tháng 10 năm 2005  |
| SPECIAL 45 | (おニューの靴を買うゾ（2004年）〈再〉)                               | 7 tháng 10 năm 2005  |
| 546        | "Thầy giáo mới đến thăm Nene" (ネネちゃんがおヘソを曲げちゃったゾ)   | 28 tháng 10 năm 2005 |
| 546        | "Nấm Matsutake ngon lắm đó nha" (まつたけをもらったゾ)               | 28 tháng 10 năm 2005 |
| 546        | "Matthew đến chơi" (マシューが来たゾ)                                | 28 tháng 10 năm 2005 |
| 547        | "Dậy sớm có lợi lắm nha" (早起きは三文のトクだゾ)                    | 4 tháng 11 năm 2005  |
| 547        | "Vượt qua nỗi sợ thỏ" (苦手をコクフクするゾ)                         | 4 tháng 11 năm 2005  |
| 548        | "Đại hội nhảy dây quyết liệt" (運動会でファイヤーだゾ)               | 11 tháng 11 năm 2005 |
| 548        | "Trước ngày tạm biệt thầy giáo mới..." (しいぞう先生やめないで!だゾ) | 11 tháng 11 năm 2005 |
| 549        | "Mẹ bị đau lưng" (ギックリ腰でも食べたいゾ)                          | 18 tháng 11 năm 2005 |
| 549        | "Ngọn lửa nhiệt huyết của Nene" (さよならファイヤー!だゾ)            | 18 tháng 11 năm 2005 |
| 550        | "Sơn nhà cho Bạch Tuyết" (ペンキを塗るゾ)                            | 25 tháng 11 năm 2005 |
| 550        | "Tình yêu của Hima" (ひまのお気に入り!だゾ)                          | 25 tháng 11 năm 2005 |
| 551        | "Buổi hẹn hò chung của cô Ageo" (合コンデビューだゾ)                 | 2 tháng 12 năm 2005  |
| 551        | "Ba bị kẹt trong nhà vệ sinh" (頼むからひとりにしてだゾ)             | 2 tháng 12 năm 2005  |
| 552        | "Mua áo cho Bạch Tuyết" (シロもおしゃれをするゾ)                     | 9 tháng 12 năm 2005  |
| 552        | "Ba muốn ăn lẩu đậu phụ Nhật" (湯豆腐を食べたいゾ)                   | 9 tháng 12 năm 2005  |
| SPECIAL 46 | (クレヨン大忠臣蔵（桜の巻）（1998年）〈再〉)                         | 16 tháng 12 năm 2005 |
| SPECIAL 46 | (クレヨン大忠臣蔵（雪の巻）（1998年）〈再〉)                         | 16 tháng 12 năm 2005 |
| SPECIAL 46 | (迷子になったゾ)                                                     | 16 tháng 12 năm 2005 |
| SPECIAL 46 | (雨にも負けず風にも負けないゾ)                                       | 16 tháng 12 năm 2005 |
| SPECIAL 46 | (男たちの大和だゾ)                                                   | 16 tháng 12 năm 2005 |